# Pont du Patrocinio
Le Pont du Patrocinio (littéralement Pont du Patronage) est un pont de Séville (Andalousie, Espagne). Il est en fait formé de deux ponts parallèles, permettant chacun la circulation dans un sens. C'est un pont exclusivement autoroutier.

## Histoire
Quelque temps après sa construction, en 1982, furent détruits les deux premiers ponts du Patrocinio, ponts parallèles construits respectivement en 1940 et 1971, et devenus obsolètes.

## Situation
En partant du nord de la ville, il est le quatrième pont (et le troisième pont routier) à enjamber le Guadalquivir qui longe Séville par l'ouest.
Depuis le centre-ville, on y accède par le Pont du Christ de l'Expiration. Il quitte l'Île de la Cartuja à la Ronda de Triana juste en dessous du site de l'Exposition universelle de 1992. Après un échangeur, il se prolonge vers l'ouest par l'Autoroute du Cinquième Centenaire (A49) en direction de Huelva et du Portugal et vers le nord par l'A66 en direction de l'Estrémadure. En direction du sud, il rejoint l'autoroute circulaire SE-30.

## Origine de son nom
Il le doit à la proximité de la Chapelle du Patrocinio, dans le quartier de Triana.